# Борецький замок

Фрагмент мапи Фрідріха фон Міга 1779—1782 із зображенням замку.

Борецький замок — втрачений оборонний замок XVI—XIX ст. у Великих Бірках Тернопільської області, який міг бути найстарішою історичною пам'яткою містечка.

## Топографія замку
У XVI ст. Борецький замок мав високі грубі стіни складені з дубових колод, які оточували та замикали всередині житлові та господарські будівлі та чотири бастіони, які були розміщені по сторонах світу, а на кутах — ряди бійниць. З південно-західного боку існувала в'їзна брама, посилена земляними валами, залишки яких збереглися ще до 50-х рр. ХХ століття.
Замок був збудований на вершині плоского пагорба 326 м заввшишки, який до кінця 1930-х називався «Огрýдек». Лівий берег річки Теребни в підніжжі пагорба утворював крутий, порослий чагарниками, схил який донині називається «Круча». Долини річок Теребни і Гнізни Гнилої, що зливаються в тому місці, творили сильно заболочену непрохідну місцевість. Зі спорудженням греблі, дорога до якої дугою вела від в'їзної брами замку до водяного млина, тут розливався обширний став. З північно-східного боку замок оточував довгий глибокий яр, що ускладнював підхід до нього. Тільки з південно-східного напрямку залишалася відкрита рівнинна місцина. За кілька кілометрів від цього місця, на терені, що становить виразний бар'єр, були викопані глибокі окопи підсилені плотом з товстих колод, звідки походить сучасна назва урочища — «За шáнцями» (від нім. Schanze — «окоп», «земляні укріплення»). Таким побачили Борецький замок місіонери єзуїти, які відвідали Тернопіль у 1608 році, направляючись до Кам'янця.
Замок унаслідок нападів татар зазнавав неодноразових руйнувань і не раз перебудовувався. При закладанні фундаментів житлових будинків по вул. Гагаріна (прилегла територія до колишнього замку) у 1970—1980 рр. забудівники натрапляли на сліди згарищ, уламки холодної зброї, наконечники стріл, козацькі глиняні люльки та інші артефакти, але вони були втрачені, оскільки археологічні розкопки там не проводилися.

## Історія
9 липня 1643 року в Борецькому замку хворого Миколая Потоцького для консультацій із військових питань відвідав Олександр Конєцпольський, син великого коронного гетьмана Станіслава Конєцпольського.
Влітку 1649 року під час Збаразької облоги і внаслідок дотримання статей Зборівського договору він разом з містечком Борек, що належало великому коронному гетьману Миколаєві Потоцькому, був знищений дощенту.

За актом люстрації маєтностей Миколая Потоцького (нащадок Миколая Потоцького, ротмістр королівський, державець комплексу маєтностей, який називали державою Борецькою) за 1661—1664 рр., подано опис того що залишилося від замку: 
| | \| Замок у Борку навколо оточений валом, але ворогами знищений. Але є брама, в якій є світлиця, склеплена з кімнатою. Там є піч. Теж є добрий склеп для зберігання напоїв. Інші будинки зруйновані і знесені. У замку є плетена з пруття стайня…[6]. \| |
| Замок у Борку навколо оточений валом, але ворогами знищений. Але є брама, в якій є світлиця, склеплена з кімнатою. Там є піч. Теж є добрий склеп для зберігання напоїв. Інші будинки зруйновані і знесені. У замку є плетена з пруття стайня…. | |

У кінці XVII століття відбудовують Борецький замок разом із містечком Борек. З припиненням татарських набігів (Карловицький конгрес), на початку XVIII століття Борецький замок втрачає значення оборонної споруди. Тому у XVIII ст. Борецький замок відбудовуваний як т. зв. мурована «форталіція» — двір заможного шляхтича оточений довкола, чотирикутним муром, ровом та валом з палісадом, укріпленим по кутах кам'яними баштами, а також оборонною в'їзною брамою. З утворенням Борецького староства замок стає осідком старости.
19 серпня 1759 генерал-поручник Михайло-Станіслав граф Корвін Камінський, староста Борецький і управитель маєтку, надав у Борецькому замку ерекційну грамоту про дозвіл на створення парохії в сусідньому селі Дичкові та Акт надання земель ходачківській церкві Архангела Михаїла. З плином часу змінювались власники замку. Останнім з тих, хто отримав у довічне користування королівщину Борек разом з Борецьким староством, став каштелян граф Вікторунь Залеський.
Після першого поділу Польщі Галичина увійшла до складу Габсбурзької монархії, королівщину зі староством ліквідували, тому в 1784 року Вікторин Залеський був змушений викупити в Галицького губернаторства замок із містечком Борки у свою власність..
На мапі австрійського військового картографа Фрідріха фон Міга Koenigsreiches Galizien und Lodomerien 1779—1782 чітко показані обриси Борецького замку з чотирма бастіонами, сполученими суцільним муром.
Власник замку і містечка Борки граф Вікторин Залеський (1765—1796) та наступні його власники граф Адам Стаженський (1796—1825), граф Франц Водзіцький (1825—1840) там постійно не проживали і поступово втратили в ньому потребу. Замок перестав бути садибою свого власника і почав поступово занепадати. За наступних власників графів Баворовських та їхніх нащадків замок перестав існувати. Натомість з'явилися кілька мурованих будинків, які слугували адміністрації фільварку і були тимчасовою садибою власників маєтку.

В останній чверті XIX століття на австрійських військових топографічних картах на території Борок Великих (Borki Wielkie) ще наносилась умовна позначка Schl. від нім. Schloss — зáмок, палац або маєток, без оборонних укріплень. У 1896 о. П. Білинський зазначав :
| | \| Від замку уже сліду нема, тільки пивниці дуже довгі в твердій глині викопані ще в цілком доброму стані. Є ще дім двірського (помешкання управителя маєтку), перероблений з колишньої брами і тому донині називають той дім брамкою. За часів панщини мешкав там мандатарій (до 1848 року в Австрії поліційно-судовий урядник на селі.), а в підвалі був арешт (підвальне кам’яне приміщення для тимчасово затриманих). Довкола місця, де був замок, знати ще нині добре земляний чотирикутний вал… [11]. \| |
| Від замку уже сліду нема, тільки пивниці дуже довгі в твердій глині викопані ще в цілком доброму стані. Є ще дім двірського (помешкання управителя маєтку), перероблений з колишньої брами і тому донині називають той дім брамкою. За часів панщини мешкав там мандатарій (до 1848 року в Австрії поліційно-судовий урядник на селі.), а в підвалі був арешт (підвальне кам’яне приміщення для тимчасово затриманих). Довкола місця, де був замок, знати ще нині добре земляний чотирикутний вал… . | |